# Silvia Cavalleri
Silvia Cavalleri (Milaan, 10 oktober 1972) is een Italiaanse golfprofessional. Ze was in 2007 de eerste Italiaanse speelster die een toernooi van de Amerikaanse LPGA Tour won.

## Amateur
Silvia Cavalleri werd in Milaan geboren en studeerde daar architectuur aan de Polytechnische Universiteit. Ze begon op jonge leeftijd met golf en had aan mooie amateurscarrière.
In 1997 won ze de 36-holes finale van het US Amateur door Robin Burke uit Texas met 5&4 te verslaan.

### Gewonnen
- 1990: British Girls’ championship
- 1996: World Amateur champion, European Ladies Amateur
- 1997: US Women's Amateur, European Ladies Amateur

### Teams
- Espirito Santo Trophy: 1992, 1995
- Vagliano Trophy: 1989, 1991, 1993, 1995, 1997

## Professional
Silvia Cavalleri werd eind 1997 professional. Ze speelde in 1998 op de Europese Tour en al in 1999 op de LPGA Tour. De eerste jaren was haar moeder Victoria nog haar caddie, totdat deze in 2004 haar pols brak en Cavalleri een andere caddie moest zoeken.

### Gewonnen
- 2007: Corona Championship

### Teams
- World Cup: 2006, 2008